# Íñigo Chaurreau
Íñigo Chaurreau Bernárdez (Pasaia, 14 aprile 1973) è un ex ciclista su strada spagnolo, professionista dal 1995 al 2006.

## Palmarès

### Strada
- 2003 (AG2R Prévoyance, una vittoria)

Campionati spagnoli, Prova a cronometro Elite

#### Altri successi
- 2000 (Euskaltel-Euskadi)

Classifica scalatori Vuelta a La Rioja
- 2005 (AG2R Prévoyance)

3ª tappa Vuelta a Castilla y León (Toro, cronosquadre)

## Piazzamenti

### Grandi Giri
- Giro d'Italia

2006: 54º
- Tour de France

1997: 92º
2001: 12º
2002: 41º
2003: 30º
- Vuelta a España

1995: 84º
1996: 29º
1998: 28º
1999: 14º
2000: ritirato (6ª tappa)
2002: ritirato (14ª tappa)
2004: 55º
2006: 26º

### Classiche monumento
- Milano-Sanremo

2001: 82º
- Liegi-Bastogne-Liegi

2001: ritirato
2003: ritirato
2004: ritirato
2005: ritirato
- Giro di Lombardia

2006: ritirato

### Competizioni mondiali
- Campionati del mondo

Verona 1999 - In linea Elite: 43º